# François Gautier

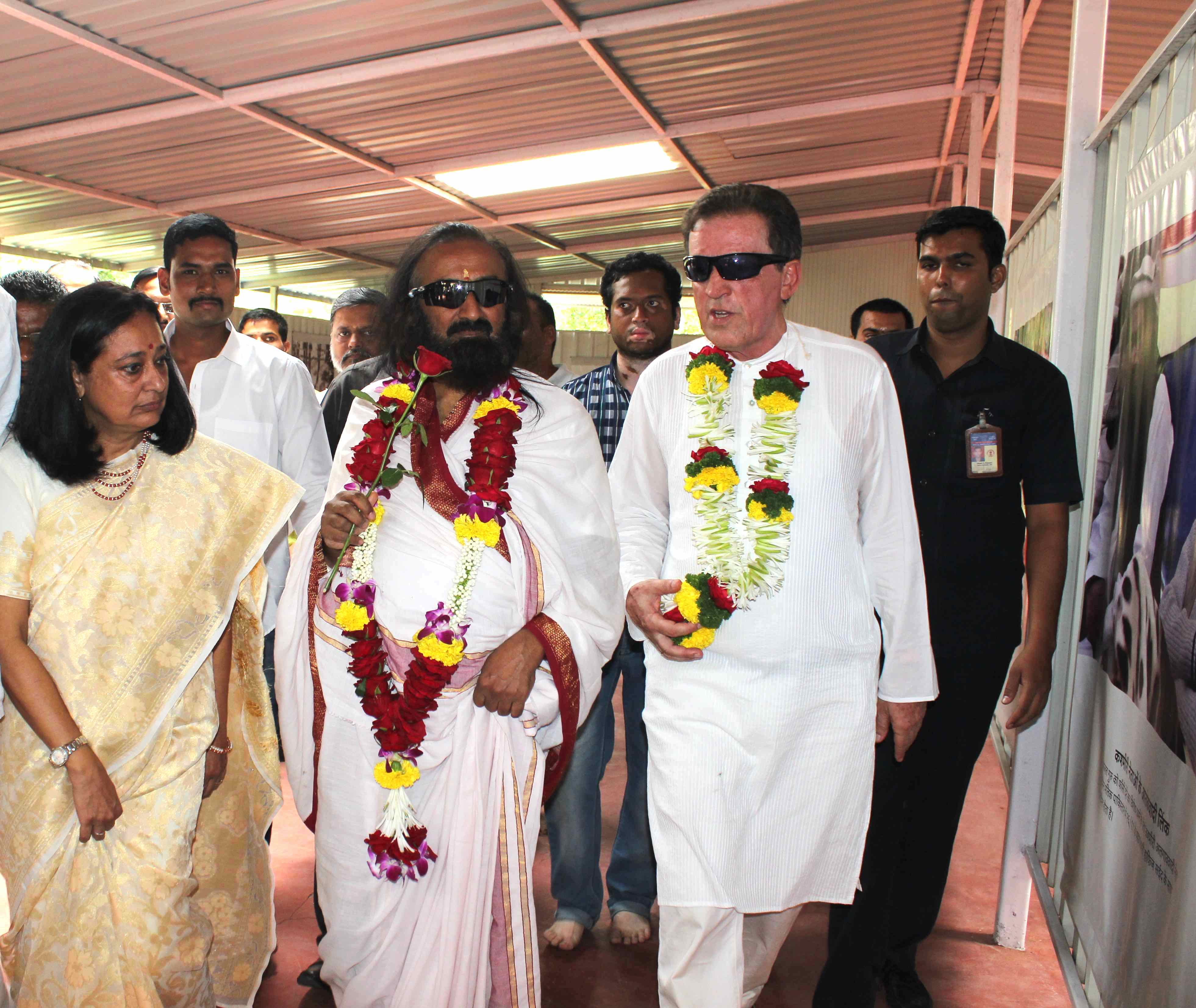
Sri Sri Ravishankar und Francois Gautier (rechts) bei der Eröffnung eines Museums (2016)

François Gautier (* 26. Juli 1950 in Fontenay-sous-Bois, Département Val-de-Marne) ist ein französischer Autor und Journalist. Er lebt seit den 1970er Jahren in Indien.

## Werke
- Arise O India, Har anand, 2000. ISBN 81-241-0518-9
- India's Self Denial Auroville Press, 2001
- A Western Journalist on India: The Ferengi's Columns, Har Anand, 2001. ISBN 81-241-0795-5
- The Guru of Joy: Sri Sri Ravi Shankar and the Art of Living, India Today Book Club, 2002. ISBN 81-905655-9-1
- Rewriting Indian History, India Research Press, 2003, ISBN 81-87943-27-0
- A New History of India,  Har Anand, 2008, ISBN 978-81-241-1430-8
- Un autre regard sur l'Inde, éditions du Tricorne, 2001. ISBN 2-8293-0189-7
- Swami, PDG et moine hindou, éditions J.-P. Delville, juin 2003. ISBN 2-84898-003-6
- La caravane intérieure, les Belles Lettres, Paris, 2005, ISBN 2-251-72000-6
- Femmes en Inde, Albin Michel, à paraître, 2004, ISBN 2-226-14226-6